# 2019冠狀病毒病彰化篩檢爭議事件
2019冠狀病毒病彰化篩檢爭議事件是指中華民國中央流行疫情指揮中心聲稱彰化縣衛生局違反篩檢作業程序所引發的爭議事件。

## 前因
彰化縣6月初宣布與台灣大學公共衛生學院合作「萬人新冠肺炎血清抗體檢測」，當時並未獲得中央正面支持，且中央流行疫情指揮中心專家諮詢小組召集人張上淳則質疑，若未用對檢測試劑恐讓偽陰、偽陽率高，亦或做出來的結果是社區盛行率很低，那麼對於疫情控管和下一步防疫策略的制定不會有影響。

## 事件過程

### 中央反應
8月17日，彰化縣衛生局長葉彥伯主動採驗無症狀居家檢疫者，而後被檢疫者確診感染新冠肺炎，由於不符合指揮中心篩檢作業程序，中央流行疫情指揮中心指揮官陳時中同日下令政風處調查此事。。 8月18日，指揮中心發言人莊人祥強調，「這次調查並非衛生單位有錯」，主要為釐清依中央規定無症狀不採檢，為何地方衛生局採檢，再者是釐清還有多少無症狀者也採檢。

### 事件爭議點

#### 私下主動採檢未先上行通報 違反行政程序
中央流行疫情指揮中心指揮官陳時中表示，「彰化已經這麼做長達7個月，受檢人數超過3位數，卻沒有上報中央」，因此啟動政風處介入調查，以釐清有無行政疏失。 葉彥伯認為，彰化縣衛生局的作為一切符合程序，並表示當時彰化衛生局是根據科學證據才進行篩檢。葉彥伯並強調採檢資料都在電腦上，陳時中則表示「通報系統是從醫院報出來的，會被認為就是需要去採檢的對象，無法看出裡面的人是不符合中央採檢要件的對象。」按規定須「經過醫師判定就採檢送驗」者，才符合醫院向中央申報費用的資格。若未經醫師判定，而是衛生局主動轉介至醫院，即不符現有規定。
2020年8月20日，彰化縣長王惠美將本案定調為「中央與地方事前溝通不足」陳時中在當晚上電視受訪時進一步說明，通報系統上若勾選「無症狀」，是指「有症狀但是不符合我們所聲稱的那些相關的症狀，而是醫生專業判斷認為這樣子是需要採檢的。」因此，陳時中才判定彰化縣衛生局作法與規定不符。陳時中也強調，「我也再三講過不是不行，但是必須跟我們中央疫情指揮中心要來跟我們報告，那要報准才可以做。」

#### 主動邀請在隔離期間之居家檢疫者進行篩檢
2020年8月17日，彰化縣衛生局採檢無症狀居家檢疫者引發爭議。從美國返台的少年在居家檢疫期間確診感染嚴重急性呼吸綜合症冠狀病毒2型，少年15日由彰化衛生局驗出時，Ct值為30，16日住進醫院治療後，醫師隔天再度採檢為32，後來17、18日兩天都有持續採檢。他無症狀卻被採檢送驗，有違中央流行疫情指揮中心規定，指揮官衛福部部長陳時中表示「希望由公正第三方協助把事實弄清楚」，因此針對此事啟動政風系統進行調查。
根據衛生福利部4月13日衛授疾字第1090200293號，針對居家隔離及檢疫對象應遵守事項第四點：「如有發燒、咳嗽、腹瀉、嗅味覺異常等症狀或其他任何身體不適，請佩戴醫用口罩，主動與當地衛生局聯繫，或撥1922，依指示方式儘速就醫，未經上述程序不得逕行外出就醫就診， 且禁止搭乘大眾運輸工具就醫。」
2020年8月19日，陸續有多位彰化民眾在網路上反映，在居家檢疫期間隔離尚未滿14天期間，甚至是在隔離第三天時，被彰化縣衛生局徵求篩檢，即便居家檢疫者回應當下並無任何症狀。在居家檢疫者同意後，自行前往醫院進行篩檢。葉彥伯則表示，他認為根據《傳染病防治法》規定，「所有疫情通報、監測、採檢與疫情調查都是地方權責」。

#### 須就醫時 衛生局安排及適當防護下 自行前往無不妥
葉彥伯並指出，根據衛授疾字第1090200293號第五點，「居家檢疫者自機場返家應以親友接送、自行駕車為優先，或搭乘防疫車隊、自行安排專用小客車為限，不得搭乘大眾運輸工具。」因此，讓居家檢疫者自行開車前往並無不妥，衛福部長陳時中受訪時，也表達認同當居家檢疫者有需要就醫時，在地方衛生局聯絡安排及適當防護下，可自行或由家人開車帶居家檢疫者前往醫院。

#### 無症狀居家檢疫者經轉介免自費負擔篩檢 是否由全民埋單
2020年4月7日，中央流行疫情指揮中心放寬篩檢條件，改為醫師若認病人有篩檢必要，即可發動篩檢作業。
2020年7月8日，中央疫情指揮中心再度開放民眾進行篩檢條件，包含「居家檢疫/隔離5天後且無症狀者」等可至指定院所自費進行篩檢(費用依醫院規定，約新台幣4000~8000元)。
2020年8月19日，彰化縣私下篩檢居家隔離無症狀者案之經費來源，葉彥伯表示「相關費用也都由醫院來申報，衛生局不會經手，經費的金額多寡，中央都有資料」；當篩檢個案由彰化縣衛生局轉介而來，醫院表示「民眾只需要付掛號費以及部分負擔，其餘的費用則依程序向疾病管制署申報」。
2020年8月20日，針對彰化縣私下篩檢案約1500件，媒體估算費用約420萬，記者詢問中央流行疫情指揮中心指揮官陳時中：「是否將由全民埋單？」陳時中表示，「會去了解採檢是否合乎規矩，若不合規定經費才是由地方處理」並坦言追回機率低，而其中不符規定指的是「未經過醫師判定就採檢送驗」。
2020年8月21日，葉彥伯出面受訪哽咽，表示他仍支持陳時中擔任指揮官，強調「如果時間倒回今年4月，他還是會做」。民進黨立委林楚茵認為，葉彥伯在記者會上仍未說清楚「篩檢標準到底是什麼？」她指出彰化衛生局此舉乃是將原先的無症狀隔離者，透過彰化縣衛生局職權，把「不該出現在檢驗機構」的一千多個人帶去檢查，但其實根據中央政策，他們並不需要採檢，也不會成為資料庫中的「疑似而採檢個案」。同一天，陳時中透過指揮中心發言人莊人祥轉述，強掉葉彥伯過去的「貢獻不會抹滅」，但防疫要整合。

## 衍生爭議
- 事件主角彰化縣衛生局長葉彥伯其另一個身分、台灣篩檢學會理事長會址設在彰化縣衛生局引發外界爭議[25]。媒體依循學會地址尋找，發現竟與彰化縣衛生局地址雷同，但現場找不到台灣篩檢學會的招牌[26]

## 各方反應
- 彰化縣國民黨籍立委謝衣鳳盼陳時中能收回於理不合的命令，葉彥伯受訪時均強調一切都照規定的程序做，縣長王惠美也認為衛福部啟動政風機制調查採檢作為未免小題大作[27]
- 民進黨籍立委鄭運鵬表示，彰化縣政府的作法可能會造成不必要的恐慌，甚至造成防疫破口，最後還是中央指揮中心來負責。 他無法理解和接受，支持中央該查就查[28]。

## 監察院調查
2022年3月，監察院公開調查報告，認定國立臺灣大學、彰化縣衛生局、彰化縣政府均有違失提案糾正。